# Scorpion (Innes Lee)
Scorpion war eine britische Automobilmarke, die nur 1972 von der Innes Lee Motor Co. Ltd. in Telford (Shropshire) hergestellt wurde.
Einziges Modell war der  K 19, der auf den mechanischen Komponenten des Hillman Imp basierte. Über dessen Fahrgestell war eine leichte Coupékarosserie von Tom Killeen gestülpt. Wie der Imp besaß auch der K 19 einen im Heck eingebauten Vierzylindermotor mit OHC-Ventilsteuerung und 1,0 l Hubraum. Er entwickelte 65 bhp (48 kW) bei 7000 min−1. Der Radstand des 3759 mm langen und 1499 mm breiten Fahrzeuges betrug 2184 mm.
Im Folgejahr war die Marke aber schon wieder vom Markt verschwunden.

## Modelle
| Modell | Bauzeitraum | Zylinder | Hubraum | Leistung       | bei Drehzahl | Radstand |
| ------ | ----------- | -------- | ------- | -------------- | ------------ | -------- |
| K 19   | 1972        | 4 Reihe  | 998 cm³ | 65 bhp (48 kW) | 7000 min−1   | 2184 mm  |